# Landmannalaugar
Pour les articles homonymes, voir Landmannalaugar (homonymie).
Le Landmannalaugar, toponyme islandais signifiant littéralement « les bains chauds des gens du pays », est une région volcanique située dans le sud de l'Islande à l'est de l'Hekla, au nord du Mýrdalsjökull et au sud-ouest du Vatnajökull.

## Géographie
Le Landmannalaugar se situe au pied du massif de Torfajökull, dans les Hautes Terres d'Islande, dans le sud de l'Islande. L'activité volcanique y a forgé des cratères rougeâtres, des montagnes de rhyolite, des vallons et des champs de cendre qui côtoient des lacs d'un bleu profond.
Cette région est une des plus spectaculaires de l'Islande. On y trouve de nombreux exemples de volcanisme acide. Les couleurs du paysage varient du noir au jaune pâle en passant par le rouge et le bleu. Cela est surtout visible au volcan Brennisteinsalda dont on aperçoit de loin les solfatares. La montagne voisine, Bláhnúkur est également caractéristique, avec ses couleurs bleu-vert. La cendre volcanique forme des dépôts stratifiés dans lesquels la pluie et la neige fondue creusent des sillons.
Une coulée de lave au centre du site (le Laugahraun) peut être parcourue sur des sentiers plus ou moins balisés. Par endroits, des coulées d'obsidienne sont bien visibles. Au pied du Laugahraun, il est possible de se baigner dans une rivière réchauffée par la source chaude du Landmannalaugar et dont la température avoisine les 40 degrés.
Le lac Frostastaðavatn se trouve aussi dans les environs.

## Randonnée
Il existe aussi beaucoup de possibilités de randonnées tout autour de la région. Un chemin de trekking très connu, la Laugavegur, va du Landmannalaugar à Þórsmörk et passe par Fimmvörðuháls à Skógar. Une des randonnées les plus empruntées dans cette région est l'ascension du mont Bláhnúkur. Il faut compter environ 5h de marche en fonction de la météo mais le chemin offre des panoramas incroyables sur les montagnes colorées et les champs de lave de la région.

## Accès
Une seule route non pavée permet d'accéder à Landmannalaugar. Il s'agit de la route 208/F208 qui peut être empruntée par le Nord ou le Sud puis la courte route F224. Un véhicule 4x4 est obligatoire et nécessaire pour emprunter les routes de montagne et franchir les nombreux gués. La route Sud traverse des rivières tandis que celle au Nord est plus accessible.

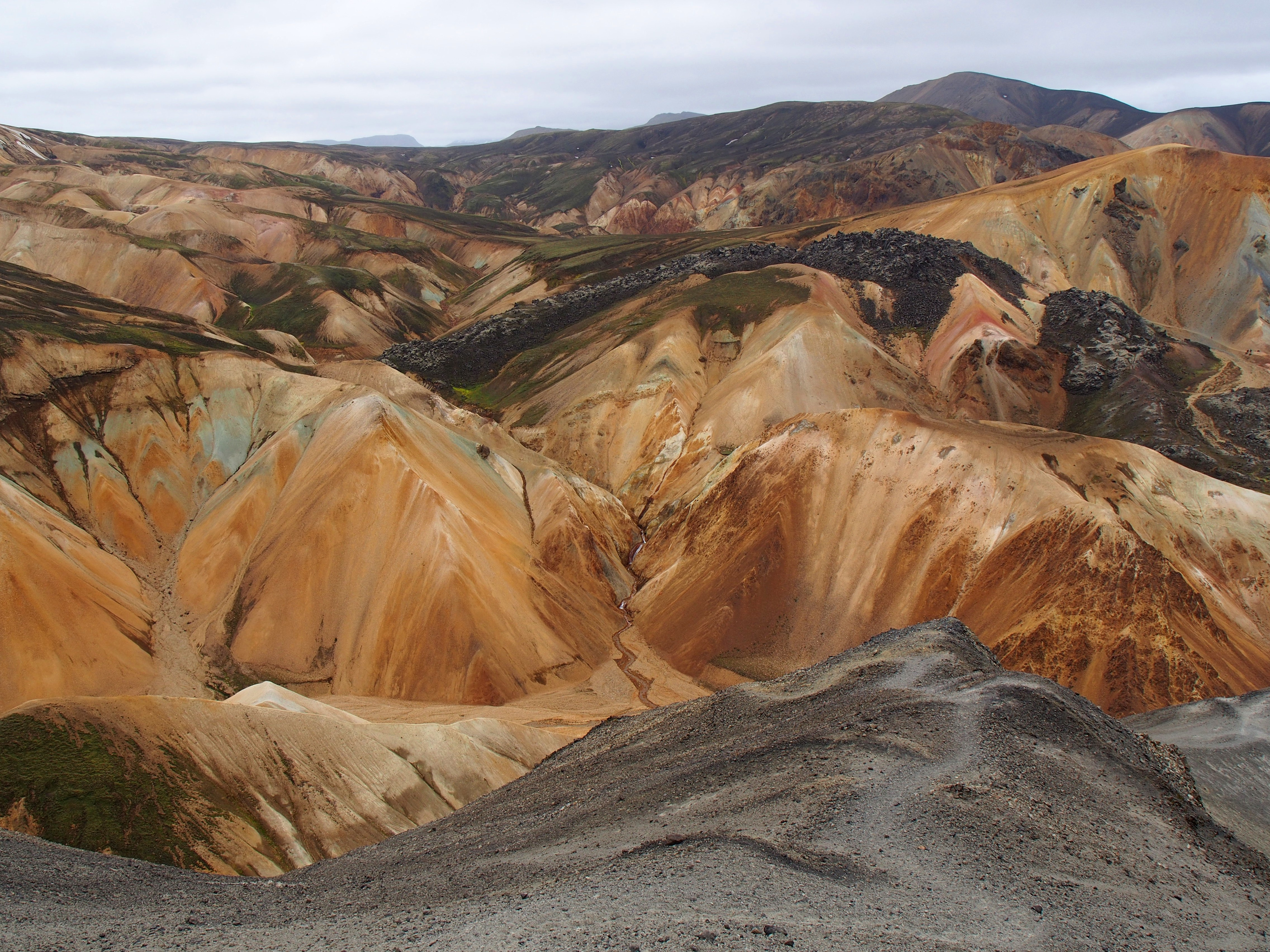
Paysage caractéristique du Landmannalaugar.
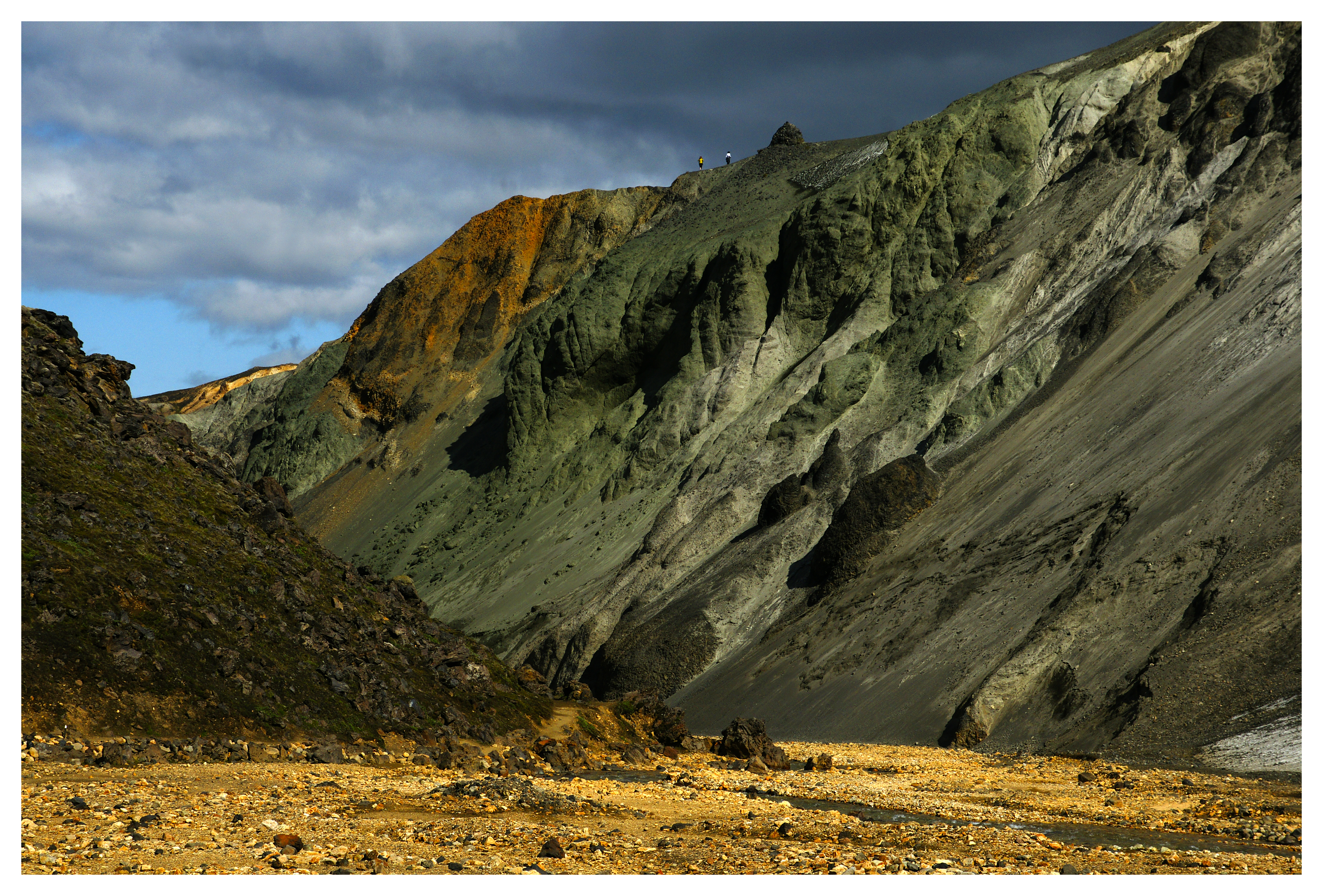
Une des gorges près de Landmannalaugar.
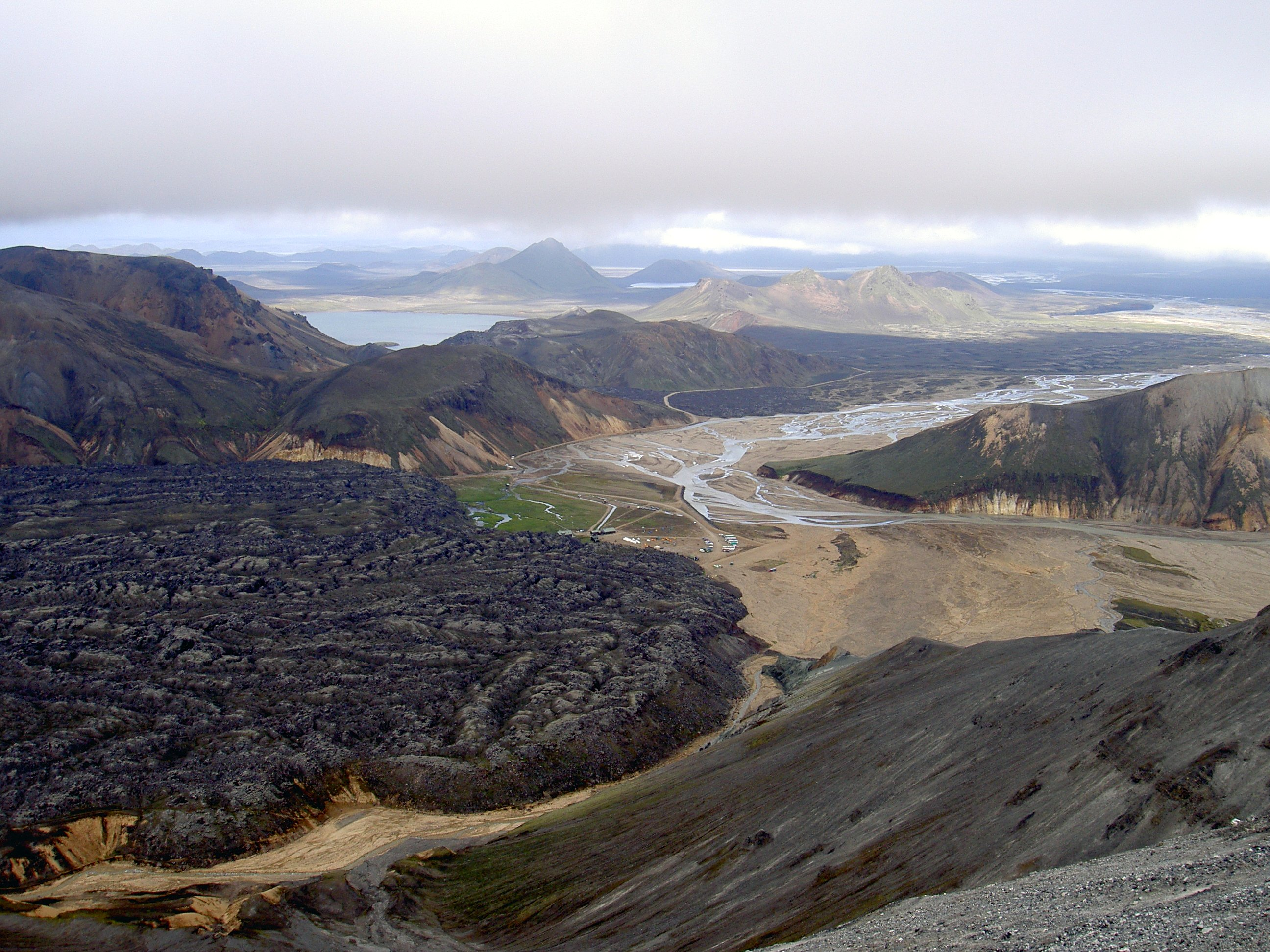
Champ de lave de Laugahraun et refuge du Landmannalaugar.
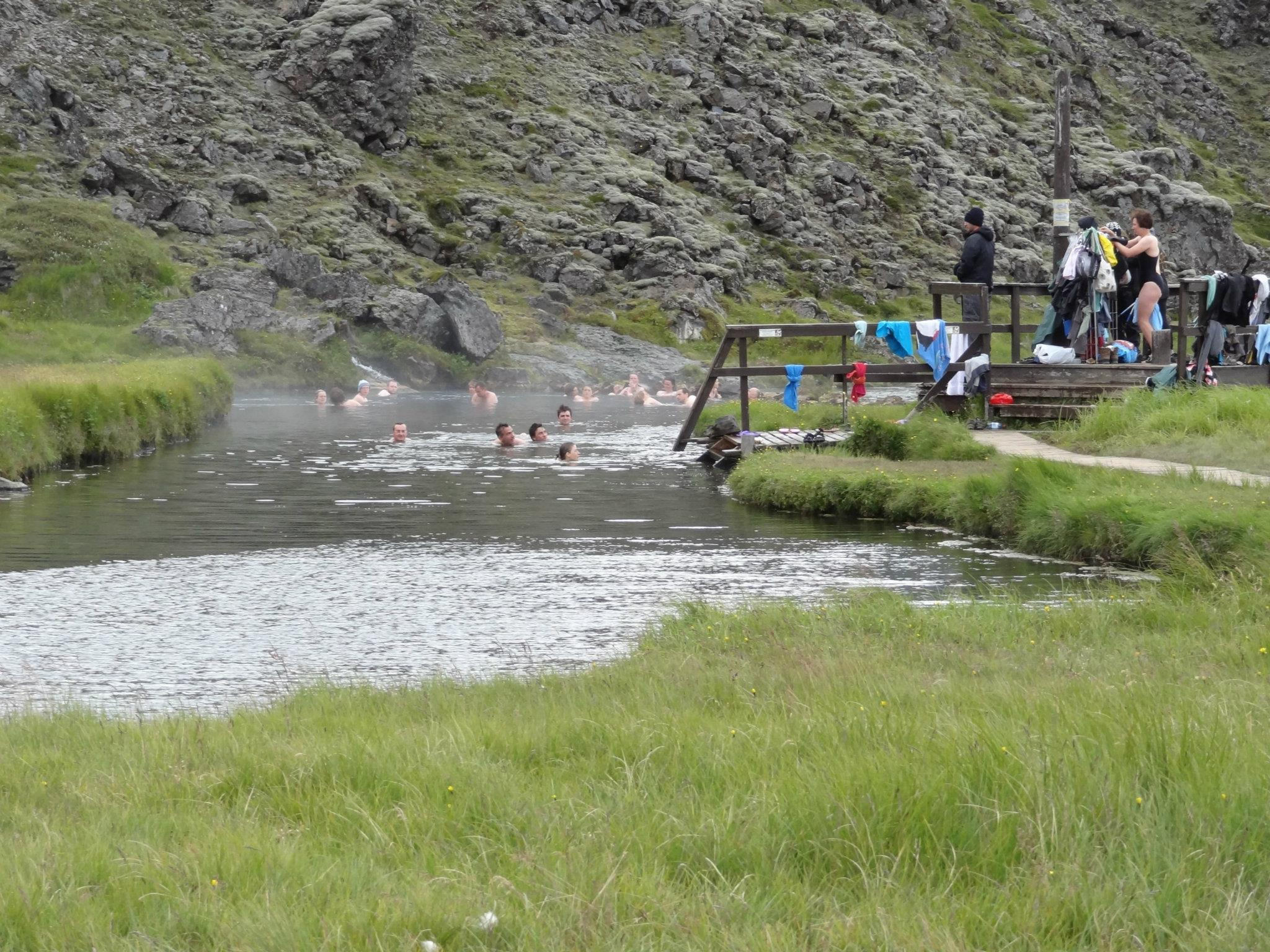
Piscine d'eau chaude naturelle à côté du camp.